# John Ross (Schriftsteller)
John Ross (* 11. März 1938; † 17. Januar 2011) war ein US-amerikanischer Aktivist, Schriftsteller und Journalist. 2003 nahm er an der Friedensmission human shields teil, in der Aktivisten in Doppeldeckerbussen von London nach Bagdad fuhren, um dort als menschliche Schutzschilde den Irakkrieg zu verhindern.
Ross berichtete als erster über die Revolution der Zapatistas in Mexiko. 1995 gewann er den American Book Award mit seinem Buch Rebellion from the Roots.

## Bücher
- Rebellion from the Roots: Indian Uprising in Chiapas (Common Courage Press: 1995)
- Mexico in Focus (Latin America Bureau: 1996) ISBN 1-899365-05-2
- We Came to Play: An Anthology of Writings on Basketball (with Quentin R. Hand)(North Atlantic Books: 1996) ISBN 1-55643-162-7
- The Annexation of Mexico: From the Aztecs to the IMF (Common Courage Press: 1998) ISBN 1-56751-131-7
- Tonatiuh's People: A Novel of the Mexican Cataclysm (Cinco Puntos Press: 1998) ISBN 0-938317-41-5
- Mexico in Focus: A Guide to the People, Politics, and Culture (Interlink Publishing Group: 2002) ISBN 1-56656-421-2
- The War Against Oblivion: The Zapatista Chronicles (Common Courage Press: 2002) ISBN 1-56751-175-9
- Murdered by Capitalism: A Memoir of 150 Years of Life & Death on the American Left (Nation Books: 2004) ISBN 1-56025-578-1
- ¡ZAPATISTAS! Making Another World Possible: Chronicles of Resistance 2000–2006 (Nation Books: 2007) ISBN 1-56025-874-8
- El Monstruo: Dread and Redemption in Mexico City (Nation Books: 2009) ISBN 1-56858-424-5